# Сибирский вестник (Иркутск)
«Сибирский вестник» — газета, выходившая в Иркутске еженедельно с 1864 по 1868 годы.

## История
Газета выходила в Иркутске еженедельно с 3 сентября 1864 года по 1868 год.
Издавал и редактировал газету Борис Алексеевич Милютин.
Газета придерживалась либерального направления. На её страницах звучали призывы к необходимости проведения в Сибири земской и судебной административных реформ и распространения образования, уделялось большое внимание экономическим вопросам, развитию производительных сил Сибири. Отмечалось сочувственное отношение к тяжелому экономическому положению якутов и других народов Восточной Сибири.
Приложение к газете выходило под названием «Из-за Урала известия» (№ 1—6, 1864).